# شانكار ماهاديفان
شانكار ماهاديفان هو مغني وملحن وممثل هندي، ولد في 3 مارس 1967 في الهند. من الجوائز التي نالها جائزة الفيلم الوطني لأفضل مطرب تشغيل ‏ وجائزة فيلم فير جنوب.

## أعمال

### أفلام
- (2001) ديل شاهتا هاي
- (2003) غدا قد يأتي وقد لا يأتي[5]
- (2006) دون
- (2006) كابهي ألفيدا نا كيهنا[6]
- (2007) نجوم على الأرض[7]
- (2010) اسمي خان[8]
- (2011) زنداقي نا ملغي دبارة

## جوائز
- جائزة الفيلم الوطني لأفضل مطرب تشغيل [الإنجليزية]‏
- جائزة فيلم فير جنوب

## وصلات خارجية
- شانكار ماهاديفان على موقع IMDb (الإنجليزية)
- شانكار ماهاديفان على موقع ميوزك برينز (الإنجليزية)
- شانكار ماهاديفان على موقع أول ميوزيك (الإنجليزية)
- شانكار ماهاديفان على موقع ديسكوغز (الإنجليزية)
- شانكار ماهاديفان على موقع قاعدة بيانات الفيلم (الإنجليزية)